# Réintégration de la France dans le commandement intégré de l'OTAN
Pour un article plus général, voir Relations entre la France et l'OTAN.
La réintégration de la France dans le commandement intégré de l'Organisation du traité de l'Atlantique nord est annoncée par le président de la République Nicolas Sarkozy  au Congrès à Washington  le 7 novembre 2007.
À l'Assemblée nationale, cette politique donne lieu à une motion de censure le 8 avril 2008 et à un vote de confiance le 17 mars 2009. Les deux votes sont favorables au gouvernement et le vote de confiance entérine le retour. Ce retour devient effectif lors du sommet de l'OTAN à Strasbourg-Kehl les 3 et 4 avril 2009.

## Chronologie

### Second mandat présidentiel de Charles de Gaulle

#### Conférence de presse du 21 février 1966

Charles de Gaulle à l'enterrement de John Kennedy, le 25 novembre 1963.

Les bases aériennes de l'OTAN en France jusqu'en 1966.

Le 21 février 1966, lors d'une conférence de presse à Paris, Charles de Gaulle rend publique la sortie de l'OTAN, tout en réaffirmant l'Alliance atlantique avec les États-Unis : « la France considère, qu’encore aujourd’hui, il est utile à sa sécurité et à celle de l’Occident qu’elle soit alliée à un certain nombre d’États, notamment à l’Amérique, pour leur défense et pour la sienne dans le cas d’une agression commise contre l’un d'eux. » Il avance plusieurs arguments pour justifier le retrait, qui dérivent du fait que la signification de l'Alliance a changé depuis 1949 : « Rien ne peut faire qu’un traité reste valable intégralement quand son objet s’est modifié ». Il développe 5 arguments:
- Une situation nouvelle amoindrit la menace des pays du bloc de l'est :

« En raison de l'évolution intérieure et extérieure des pays de l'Est, le monde occidental n'est plus aujourd'hui menacé comme il l'était à l'époque où le protectorat américain fut organisé en Europe sous le couvert de l'O.T.A.N. »
- L'arme nucléaire soviétique est une situation nouvelle qui remet en cause l'engagement de l'arme nucléaire américaine en Europe :

« La Russie soviétique s'est, depuis lors, dotée d'une puissance nucléaire capable de frapper directement les États-Unis, ce qui a rendu, pour le moins, indéterminées les décisions des Américains quant à l'emploi éventuel de leurs bombes et a, du coup, privé de justification - je parle pour la France - non certes l'alliance, mais bien l'intégration. »
- La structure intégrée de l'Alliance engage la France contre son gré dans les guerres des États-Unis :

« Des conflits où l'Amérique s'engage dans d'autres parties du monde, comme avant-hier en Corée, hier à Cuba, aujourd'hui au Viêt Nam, risquent de prendre, en vertu de la fameuse escalade, une extension telle qu'il pourrait en sortir une conflagration générale. Dans ce cas, l'Europe, dont la stratégie est, dans l'O.T.A.N., celle de l'Amérique, serait automatiquement impliquée dans la lutte lors même qu'elle ne l'aurait pas voulu. »
- La détention de l'arme nucléaire est incompatible avec les structures intégrées de l'Alliance :

« Au surplus, notre pays, devenant de son côté et par ses propres moyens une puissance atomique, est amené à assumer lui-même les responsabilités politiques et stratégiques très étendues que comporte cette capacité et que leur nature et leurs dimensions rendent évidemment inaliénables. »
- L'appartenance au commandement intégré de l'Alliance contrevient à l'indépendance nationale :

« Enfin, la volonté qu'a la France de disposer d'elle-même, volonté sans laquelle elle cesserait bientôt de croire en son propre rôle et de pouvoir être utile aux autres, est incompatible avec une organisation de défense où elle se trouve subordonnée. »
« Au total, il s'agit de rétablir une situation normale de souveraineté, dans laquelle ce qui est français, en fait de sol, de ciel, de mer et de forces, et tout élément étranger qui se trouverait en France, ne relèveront plus que des seules autorités françaises. C'est dire qu'il s'agit là, non point du tout d'une rupture, mais d'une nécessaire adaptation. »
Les forces navales françaises avaient été déjà retirées de l'OTAN, celles de la Méditerranée (1959) puis celles de la Manche et de l'Atlantique (1962). En 1964, de Gaulle confiait à Alain Peyrefitte, au sujet de l'OTAN : « Nous n'y appartenons pour ainsi dire déjà plus ». En 1965, de Gaulle précise sa pensée devant Peyrefitte : « L'Alliance est souhaitable tant qu'une menace subsiste à l'Est ! L'Alliance, oui, mais pas l'OTAN pas l'organisation militaire intégrée aux ordres des Américains ».

#### Correspondance entre Charles de Gaulle et Lyndon Johnson

##### Lettre de Charles de Gaulle du 7 mars 1966

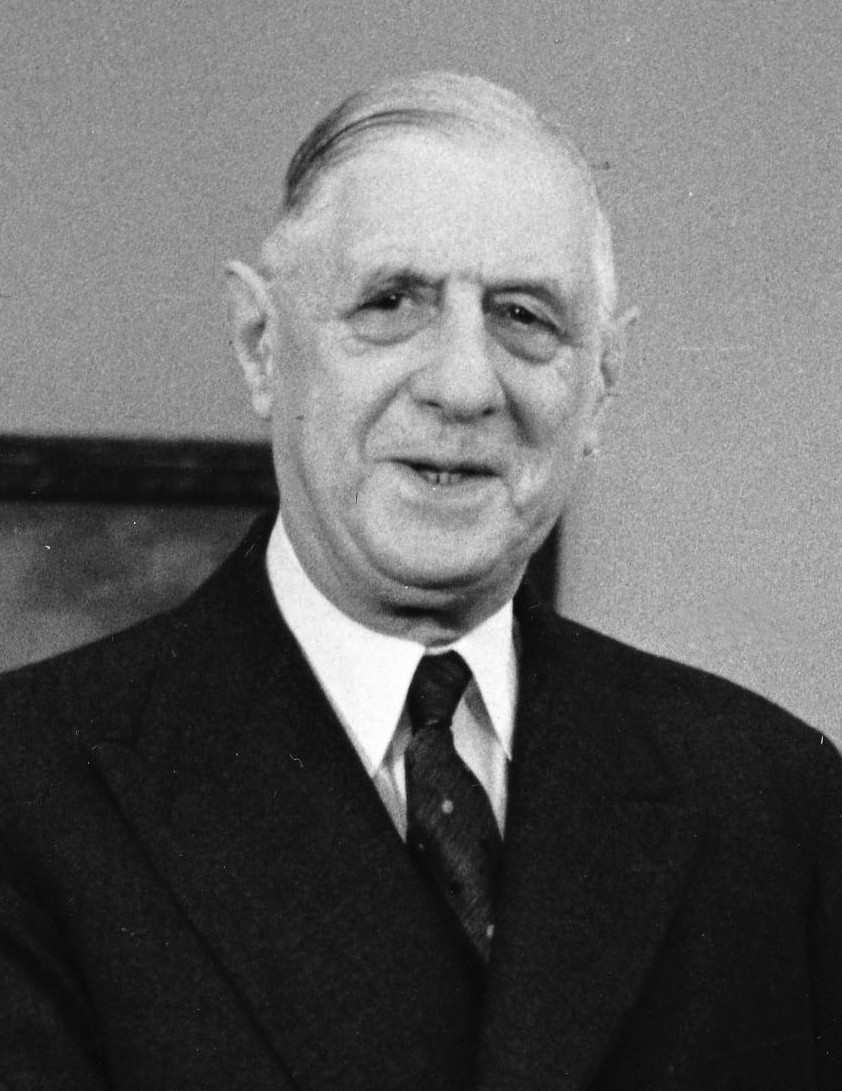
Charles de Gaulle en 1963.

Le 7 mars 1966, Charles de Gaulle adresse au président américain Lyndon B. Johnson une lettre pour l'informer de la décision de la France de recouvrer l'entier exercice de sa souveraineté sur le sol national et de son intention de se retirer des commandements intégrés de l'Organisation du traité de l'Atlantique Nord.
« [...] La France considère que les changements accomplis ou en voie de l'être, depuis 1949, en Europe, en Asie et ailleurs, ainsi que l'évolution de sa propre situation et de ses propres forces, ne justifient plus, pour ce qui la concerne, les dispositions d'ordre militaire prises après la conclusion de l'alliance soit en commun sous la forme de conventions multilatérales, soit par accords particuliers entre le gouvernement français et le gouvernement américain.
C'est pourquoi la France se propose de recouvrer sur son territoire l'entier exercice de sa souveraineté, actuellement entamé par la présence permanente d'éléments militaires alliés ou par l'utilisation habituelle qui est faite de son ciel, de cesser sa participation aux commandements « intégrés » et de ne plus mettre de forces à la disposition de l'OTAN. [...] »

##### Lettre de Lyndon B. Johnson du 22 mars 1966

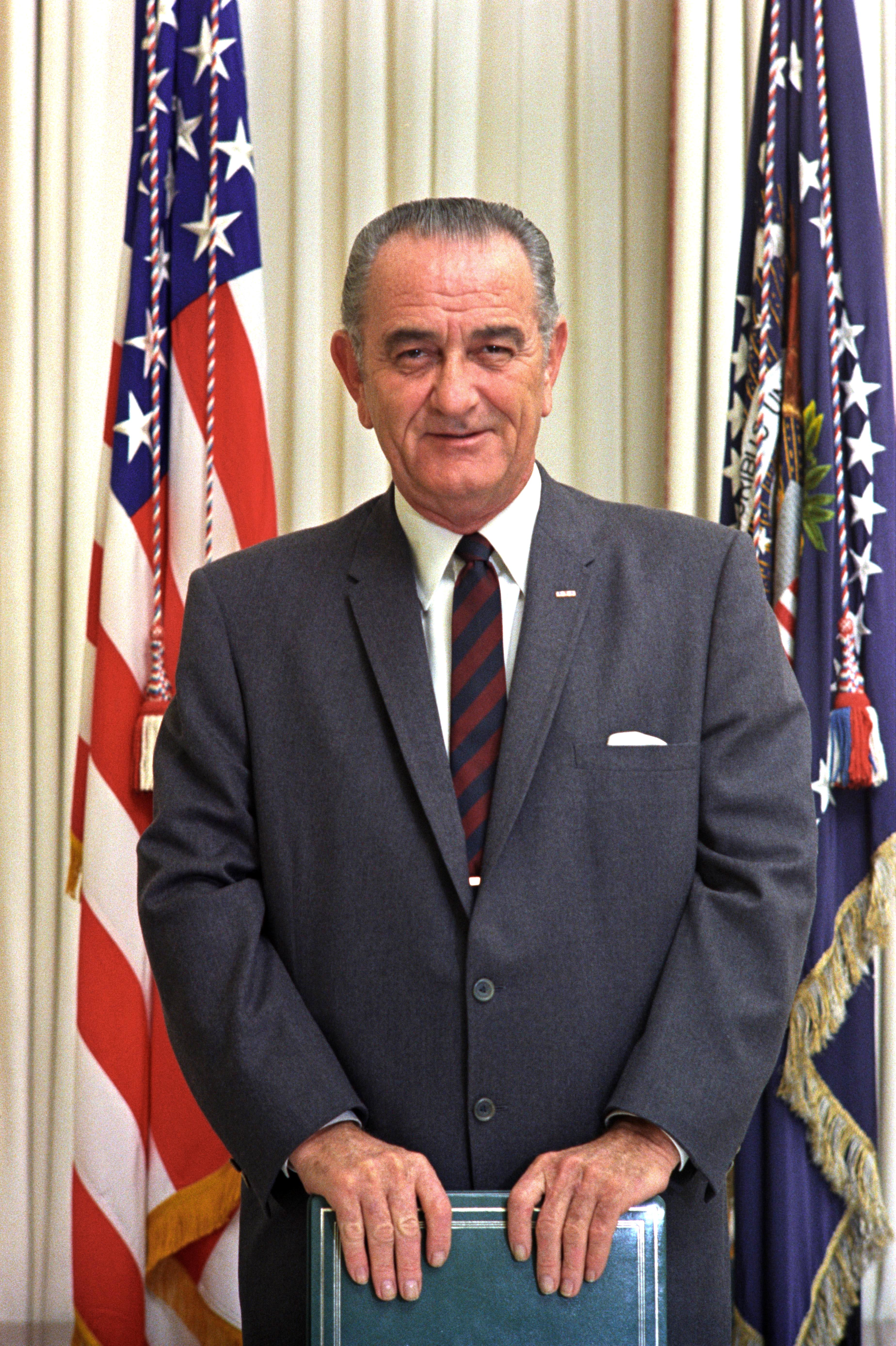
Lyndon B. Johnson

La réponse du président Johnson témoigne de la grave préoccupation des États-Unis face à la décision de De Gaulle :
« [...] L'action que vous proposez affectera si gravement la sécurité et le bien-être des citoyens de tous les États alliés que j'estime impératif d'obtenir le conseil des autres membres de l'Organisation avant de vous répondre en détail. [...]
Je ne doute pas que la dissuasion a résulté non seulement de la cohésion militaire réalisée mais aussi de l'unité politique affichée. Si la dissolution de la première met la seconde en question, comme cela sera inévitablement, je crains que ceux qui espèrent la désunion de l'Occident ne soient pas fort encouragés. [...]
Votre point de vue selon lequel la présence de forces militaires alliées sur le sol français porte atteinte à la souveraineté française me laisse perplexe. Ces forces s’y trouvent à l’invitation de la France selon un plan commun pour aider à assurer la sécurité de la France et de ses alliés. J’ai toujours considéré leur présence comme une manière sage et prévoyante d’exercer la souveraineté française. [...]
Il nous est en vérité difficile de croire que la France, qui a apporté une contribution unique à la sécurité et au développement de l’Occident, restera longtemps à l’écart des affaires communes et des responsabilités de l’Atlantique. En tant que notre vieille amie et alliée, la France aura sa place réservée le jour où elle décidera d’assumer à nouveau son rôle dirigeant. [...] »

### Second mandat présidentiel de François Mitterrand
Le 19 avril 1991, François Fillon publie une tribune dans Le Monde, où il écrit que l'Europe de la défense actuellement en débat est une « chimère ». Il s'oppose à la formation d'une structure militaire européenne indépendante de l'OTAN. Il prône la formation d'une composante européenne de l'OTAN qui soit assignée à l'Union de l'Europe Occidentale dans le cas d'une intervention militaire européenne, mais refuse que l'UEO dispose d'une structure militaire autonome.
Par ailleurs, François Fillon propose la réintégration dans le commandement intégré de l'OTAN :
« [...] La France aurait intérêt à placer ses alliés au pied du mur en proposant une véritable européanisation de l'alliance atlantique, en concurrence avec l'actuel projet de simple replâtrage de l'OTAN sous leadership stratégique américain. Le plan mis en avant poserait clairement les conditions dans lesquelles nous serions prêts à participer pleinement à une OTAN repensée : retour à l'esprit du traité de 1949, prééminence des organes de décision politiques sur la structure militaire, européanisation de tous les commandements, y compris le poste suprême, adoption d'une stratégie nucléaire clairement dissuasive rejetant tout concept de bataille, même conventionnelle, enfin coopération et interopérabilité des forces plutôt que leur fusion. »

### Premier mandat présidentiel de Jacques Chirac
Avec l'arrivée de Jacques Chirac à la présidence de la république en 1995, le gouvernement Juppé entame des négociations en vue de la réintégration de la France dans le commandement intégré de l'OTAN. Pour Alain Juppé, deux conditions sont posées :
« parvenir à un partage équitable des responsabilités, c'est-à-dire des commandements, entre Américains et Européens ; ensuite obtenir de nos partenaires européens le lancement d'une politique européenne de sécurité et de défense (PESD) qui en soit une, ce qui supposait à la fois une volonté réelle de leur part et la levée de la réserve, voire du veto américain ».
Annoncée le 5 décembre 1995, la réintégration de la France au sein du Conseil des ministres et du Comité militaire de l'OTAN ne suscite guère de réactions. Le journaliste Paul-Marie de La Gorce dénonce un « retour honteux de la France dans l'OTAN ».
Les élections législatives françaises de 1997 changent la majorité parlementaire, et le nouveau gouvernement Lionel Jospin interrompt les pourparlers. Le Premier ministre Lionel Jospin déclare à ce sujet qu'« En tête-à-tête à l'Élysée, j'ai dit très clairement au président que ma majorité et moi-même y étions tout à fait hostiles et que, s'il poursuivait les discussions dans ce sens, nous allions au-devant d'un conflit majeur devant l'opinion sur cette question ».
D'après le Premier ministre Alain Juppé, les négociations ont échoué car la diplomatie américaine a refusé de donner un commandement suffisamment important à l'armée française. Pour Lionel Jospin il ne s'agit là que d'un prétexte, pour interrompre de manière « élégante » les négociations.

### Présidence de Nicolas Sarkozy

#### Campagne présidentielle 2007

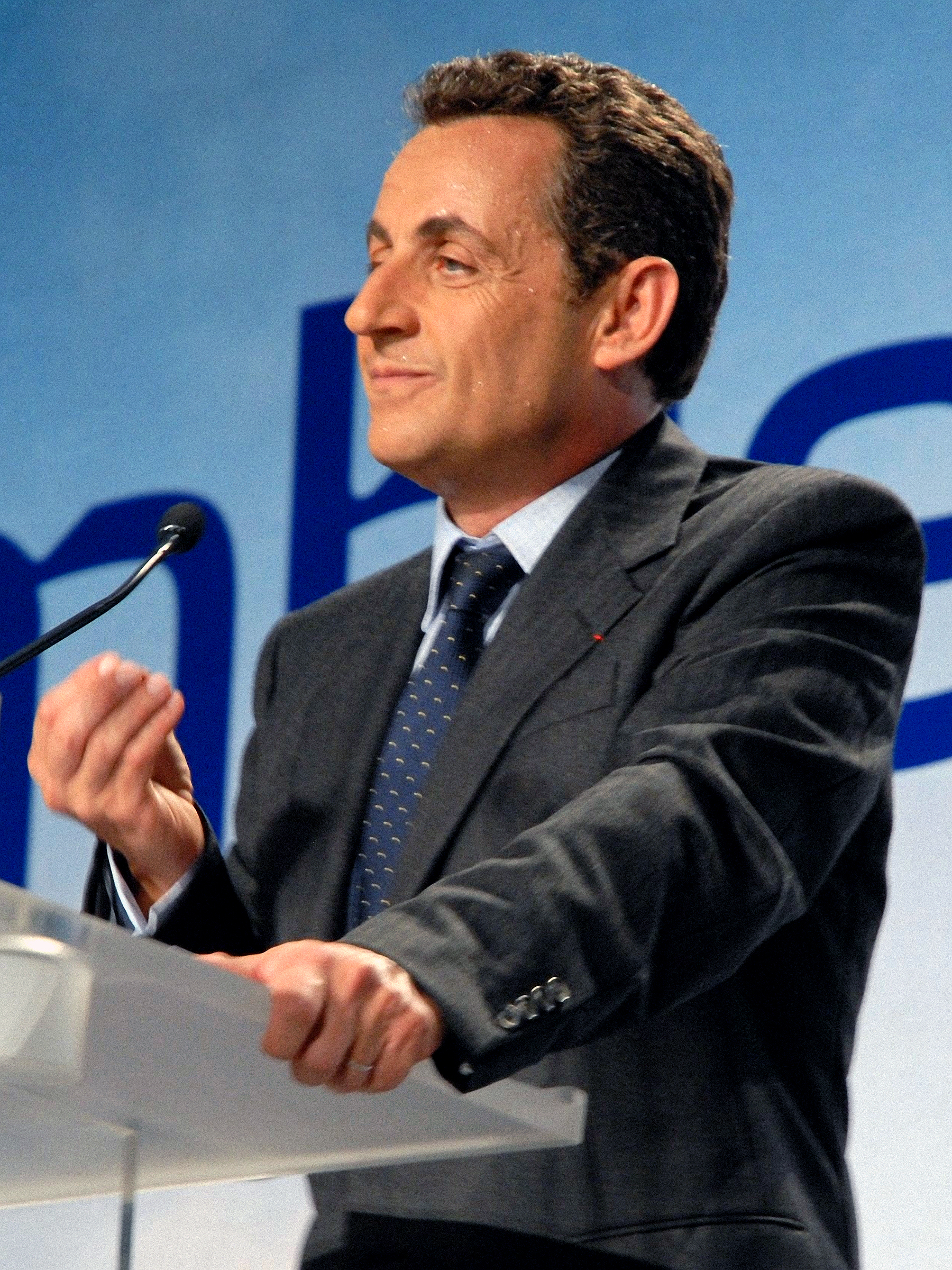
Nicolas Sarkozy en meeting électoral le 4 avril 2007.

Nicolas Sarkozy prononce une allocution aux journées UMP de la Défense le 7 mars 2007 à Paris pendant la campagne présidentielle française de 2007. Il évoque l'OTAN, mais pas la réintégration dans le commandement intégré. Il s'agit de sa seule déclaration sur le sujet pendant la campagne. Il déclare :
« Ce serait enfin une erreur d'opposer la politique européenne de défense à l'Alliance atlantique, alors même que l'Union européenne et l'OTAN sont deux organisations plus complémentaires que concurrentes. En revanche, nous devons veiller avec nos partenaires européens à ce que l'OTAN n'évolue pas, comme sembleraient le souhaiter les États-Unis, vers une organisation mondiale effectuant des missions aux confins de l'humanitaire, du militaire et des activités de police internationale. L'OTAN n'a pas vocation à se substituer à l'ONU. Elle doit conserver un ancrage géopolitique clair en Europe et une vocation strictement militaire. Et, dans le prolongement des Accords dits de Berlin Plus, l'Union européenne doit pouvoir, en tant que de besoin, s'appuyer sur les moyens, notamment de commandement et de planification, que l'Alliance met en œuvre. Ce sont à mes yeux trois conditions du maintien à son niveau actuel de la contribution importante de notre pays à l'OTAN. »

#### Conférence des ambassadeurs (2007)

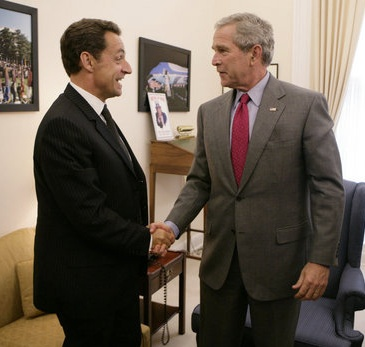
Nicolas Sarkozy et George W. Bush en septembre 2006 à la Maison-Blanche de Washington.

Le 19 août 2007 à Paris Nicolas Sarkozy prononce son premier discours de politique étrangère à la conférence des ambassadeurs. Il parle de « faire avancer la relation avec l'OTAN » :
« […] Ces progrès de l’Europe de la défense ne s’inscrivent en aucun cas dans une compétition avec l’Otan. […] Opposer l’Union à l’Otan n’a pas de sens : nous avons besoin des deux. Mieux : je suis convaincu qu’il est dans l’intérêt bien compris des États-Unis que l’Union européenne rassemble ses forces, rationalise ses capacités, bref organise sa défense. Nous devons progresser avec pragmatisme, avec ambition, sans a priori idéologique, avec pour principal souci la sécurité du monde occidental. Parce que les deux mouvements sont complémentaires, je souhaite que dans les prochains mois nous avancions de front vers le renforcement de l’Europe de la défense et vers la rénovation de l’Otan et de sa relation avec la France. […] »

#### Discours du ministre Hervé Morin (2007)

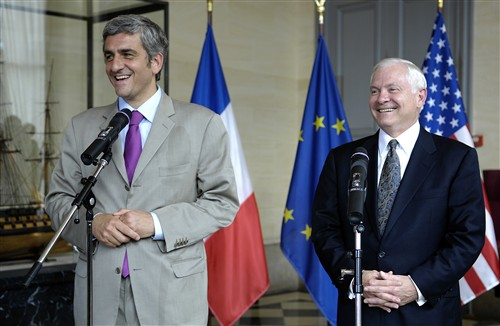
Les ministres de la Défense Hervé Morin et Robert Gates le 5 juin 2007.

Le 11 septembre 2007, le ministre de la Défense Hervé Morin fait un discours à l'Université d'été de la défense à Toulouse. Pour ce qui est de la « consolidation des alliances », la « priorité » du ministre est l'Europe de la défense : « Notre priorité est de soutenir et de relancer la politique européenne de sécurité et de défense ». La première piste évoquée est « le renforcement des capacités de planification et de commandement de l’Union Européenne - et notamment, rendre permanent le centre d’opérations de l'Union Européenne. » Mais l'Europe de la défense ne peut pas avancer tant que la France ne change pas sa politique à l'égard de l'OTAN :
« Ma conviction est que l’Europe de la défense ne progressera pas si nous ne changeons pas de comportement vis-à-vis de l’OTAN. [...] – nous sommes trop souvent perçus par nos partenaires comme ceux qui donnent en permanence le sentiment de vouloir empêcher l’OTAN de se transformer ou d'évoluer. Ce progrès de la défense européenne, que nous souhaitons ardemment, ne doit pas s'inscrire dans une compétition totalement dépassée avec l’OTAN. [...] Pourquoi voudriez-vous que nos partenaires perdent confiance dans un système qui a assuré la paix depuis 50 ans (l'Otan), pour un système qui n'existe pas encore (la défense européenne)?" »[réf. souhaitée]
Par ailleurs, la France n'a pas assez d'« influence » sur les « postes de commandements » et sur les « opérations militaires » de l'OTAN. En conséquence la « réflexion personnelle » d'Hervé Morin est que « ces quelques éléments nous amènent ainsi à penser qu’il faut avancer sur le chemin initié en 1996 afin de faire avancer l'Europe de la Défense ». Hervé Morin fait ici une allusion à la tentative avortée de réintégration de Jacques Chirac en 1996,.

#### Entretien avec leNew York Times(2007)
Le 24 septembre 2007, Nicolas Sarkozy parle de « l'éventualité d'une évolution » de la place de la France dans l'OTAN lors d'une interview avec le New York Times :
« Concernant l’OTAN, vous avez dit aux ambassadeurs, que vous souhaitiez la rénovation de ses relations avec la France. Est-ce que la France est prête à retourner dans les structures militaires intégrées de l’OTAN. Et dans quelles circonstances ?
[...] Faut-il une évolution ? C’est une éventualité qui, pour être positivement envisagée, passe par deux préalables qui doivent être levés. Le premier c’est que je veux me battre pour l’Europe de la défense, quelle que soit l’importance de l’OTAN, là l’Europe doit se défendre de façon efficace et indépendante. L’Europe ne peut pas être une puissance économique sans assurer sa propre sécurité, donc je conditionnerai un mouvement dans les structures intégrées par une avancée sur l’Europe de la Défense. [...] »

#### Discours au Congrès des États-Unis (2007)

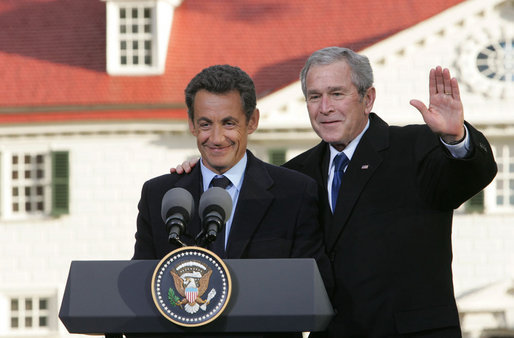
Nicolas Sarkozy et George Bush à Mount Vernon en novembre 2007.

Le 7 novembre 2007, Nicolas Sarkozy annonce le projet de réintégration de la France dans le commandement intégré de l'OTAN à la tribune du congrès des États-Unis. Toutefois celle-ci est conditionnée par une avancée sur l'Europe de la défense. Nicolas Sarkozy déclare que « plus l'Europe de la défense sera aboutie, plus la France sera résolue à reprendre toute sa place dans l'OTAN. »
Il déclare par ailleurs :
« […] Je veux vous expliquer que l'Europe doit désormais relancer le grand chantier de ses capacités militaires. L'ambition que je propose à nos partenaires part d'un constat simple : il y a plus de crises que de capacités pour y faire face. L'OTAN ne peut être partout. L'Union européenne doit être capable d'agir, dans les Balkans ou au Congo, demain au Soudan ou au Tchad. Pour cela, les Européens doivent faire un effort accru. […] Je souhaite que dans les années qui viennent, les Européens se donnent les moyens d'assurer une part croissante de leur défense. […] Avec la même force, connaissant bien l'histoire politique de mon pays, je veux affirmer mon attachement à l'OTAN. Je le dis à la tribune de ce Congrès : plus l'Europe de la défense sera aboutie, plus la France sera résolue à reprendre toute sa place dans l'OTAN. Je souhaite que la France, membre fondateur de notre Alliance et qui est déjà l'un de ses premiers contributeurs, prenne toute sa place dans l'effort de rénovation de ses instruments et de ses moyens d'action, et fasse évoluer dans ce contexte sa relation avec l'Alliance en parallèle avec l'évolution et le renforcement de l'Europe de la défense. Le temps n'est plus aux querelles théologiques, nous n'avons plus le temps ! Le temps est à des réponses pragmatiques pour rendre les outils de notre sécurité plus efficaces et plus opérationnels face aux crises. L'Union européenne et l'Alliance doivent marcher la main dans la main. Notre devoir est de protéger nos concitoyens, nous les protégerons ensemble, une Europe de la défense crédible et forte au sein d'une Alliance rénovée. »

#### Déclaration du sommet de Bucarest (2008)

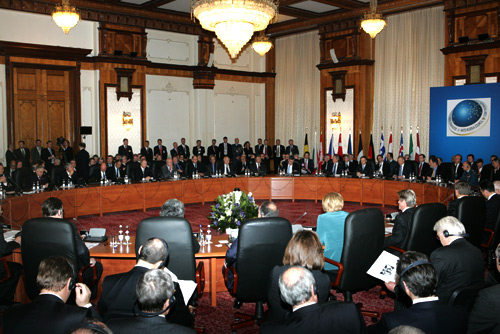
Sommet de l'OTAN à Bucarest le 4 avril 2008.

Lors du sommet de l'OTAN Bucarest 2008 Nicolas Sarkozy parle une nouvelle fois de la réintégration. Le 3 avril 2008, Nicolas Sarkozy annonce dans une conférence de presse avec Angela Merkel la tenue du sommet de l'OTAN à Strasbourg-Kehl en 2009. À un journaliste lui demandant si la France allait réintégrer le commandement de l'OTAN à cette occasion, il répond :
« Chaque chose en son temps, laissons cheminer l'Europe de la défense, et nous continuerons à cheminer vers l'Otan. Je le redis, ce sont les deux en même temps, pas l'un ou l'autre, attendons le sommet (de Strasbourg-Kehl) ».

#### Motion de censure à l'Assemblée nationale (2008)
Le 8 avril 2008, le Parti socialiste dépose une motion de censure ayant pour objet le projet du gouvernement de réintégration du commandement intégré de l'OTAN, ainsi que l'envoi de troupes combattantes en Afghanistan.
La motion est défendue par François Hollande, et combattue par le Premier ministre François Fillon, qui défend la réintégration en faisant valoir qu'elle fera progresser l'Europe de la défense[réf. nécessaire]. La motion est également combattue par Jean-François Copé qui fait état des avancées de l'Europe de la Défense au sommet de Bucarest, et par François Sauvadet (Nouveau Centre), qui rappelle que la réintégration n'est qu'une hypothèse subordonnée à une avancée de l'Europe de la Défense[réf. nécessaire].
La motion de censure est soutenue par Noël Mamère.
La motion de censure est rejetée par la majorité UMP et Nouveau Centre.

#### Livre blanc sur la Défense(2008)
Le 30 juillet 2007 un décret du président de la République crée une commission chargée de l’élaboration du nouveau livre blanc sur la défense et la sécurité nationale. La lettre de mission de la commission précise : « Je vous demande d'accorder une attention particulière au renforcement de la dimension européenne de notre politique de Défense et de sécurité ainsi qu'à notre contribution à la sécurité de l'Alliance Atlantique dans son ensemble »,.
Le livre blanc est rendu public le 19 mars 2008. Dans ses conclusions, le rapport préconise la réintégration :
« Le Livre blanc souligne la complémentarité entre l’Union européenne et l’Alliance Atlantique. La France s’engagera en faveur de la rénovation de l’OTAN, notamment à l’occasion du 60e anniversaire de l’Alliance qui aura lieu en 2009.[...]
Depuis 1966 et la décision du général de Gaulle de retirer la France du commandement militaire intégré de l’OTAN, depuis le précédent Livre blanc de 1994, l’Europe et l’Alliance Atlantique ont beaucoup changé.[…] Il n’y a pas concurrence entre l’OTAN et l’Union européenne mais complémentarité : nous avons besoin des deux pour faire face aux menaces et aux crises.[…]
Ces réalités conduisent à préconiser une pleine participation de la France aux structures de l’Organisation Atlantique. Ce mouvement ira de pair avec le renforcement de l’Union Européenne dans le domaine de la gestion des crises et la recherche d’un nouvel équilibre entre Américains et Européens au sein de l’Organisation. En ce qui concerne la place de la France, le Livre blanc rappelle trois principes, dans la continuité de ceux fixés par le général de Gaulle : l’indépendance complète de nos forces nucléaires ; la liberté d’appréciation des autorités françaises, qui implique une absence d’automaticité dans nos engagements […], la liberté permanente de décision, qui suppose qu’aucune force française ne soit placée en permanence, en temps de paix, sous le commandement de l’OTAN. »
Le 17 juin 2008, lors d'une cérémonie de présentation du nouveau Livre Blanc à la Porte de Versailles, Nicolas Sarkozy fait un pas supplémentaire dans la réintégration :
« Aujourd'hui, la Commission du Livre blanc conclut - la Commission du Livre blanc, pas moi -, la Commission du Livre blanc conclut que rien ne s'oppose à ce que nous participions aux structures militaires de l'OTAN. La France est un allié indépendant, un partenaire libre. Les principes posés en son temps par le général De Gaulle, je les fais miens intégralement. Quels sont ces principes ? La France gardera en toutes circonstances une liberté d'appréciation totale sur l'envoi de ses troupes en opération. La France ne placera aucun contingent militaire de façon permanente sous commandement de l'OTAN en temps de paix. La dissuasion nucléaire de la France restera strictement nationale quand bien même, j'en ai la certitude, l'existence même de notre dissuasion est une contribution à la sécurité de toute l'Europe.
Sur la base de ces principes que chacun, dans l'Alliance, respecte, comprend, reconnaît, nous pourrons rénover nos relations avec l'OTAN sans crainte pour notre indépendance, sans risque d'être entraînés dans une guerre, malgré nous. Une France qui reprendrait toute sa place dans l'OTAN, ce serait une Alliance qui ferait plus de place à l'Europe. Moi, je souhaite une Alliance plus européenne. Mais que l'on m'explique comment faire une Alliance plus européenne sans la France. C'est un sujet ! Comme on l'a vu à Bucarest. Quand la France et l'Allemagne décident d'une position, l'OTAN devient européenne. Commençons par relancer la défense européenne dans les prochains mois. Car dans mon esprit il ne peut y avoir de progrès sur l'intégration de la France dans l'OTAN que s'il y a préalablement un progrès dans l'Europe de la défense. Nous préparerons ensuite avec l'Allemagne le sommet du 60e anniversaire de l'Alliance en 2009 à Strasbourg et à Kehl qui sera un symbole fort de l'affirmation européenne et de la rénovation du partenariat transatlantique. »,,
La présidence de l'OTAN et des États-Unis le félicitent pour son discours.

#### Discours de Munich (2009)
Le 7 février 2009, le président Sarkozy prononce un discours au Forum de Munich sur les politiques de Défense qui rassemble les principaux acteurs de la politique internationale. Il y parle de « rénover la relation à l'OTAN ».

#### Discours de l'École militaire (2009)
Le 11 mars 2009, le président Nicolas Sarkozy clôture le colloque « La France, la défense européenne et l'OTAN au XXIe siècle » à l'École militaire. Il est organisé par le président de la Bibliothèque nationale de France Bruno Racine et la Fondation pour la recherche stratégique.

#### Vote de confiance (2009)
Le gouvernement de François Fillon organise un vote de confiance le 17 mars 2009. François Fillon défend la réintégration dans une déclaration en ces termes :
« Quatre événements nous poussent à réinvestir l'OTAN : premièrement, la présidence française de l'Union européenne, qui a redonné du sens à l'action politique et à l'autonomie diplomatique de l'Europe, comme l'a montré la crise géorgienne ; deuxièmement, l'entrée en vigueur du Traité de Lisbonne, qui doit servir de levier pour accentuer l'efficacité et le rayonnement de l'Union européenne ; troisièmement, l'arrivée d'une nouvelle administration américaine, dont il faut saisir au plus vite les potentialités, avant que les habitudes ne reprennent le dessus ; quatrièmement, la redéfinition du concept stratégique de l'OTAN, qui date de 1999. […]
L'OTAN doit d'abord être un instrument de défense destiné à la protection de ses membres. Elle doit être avant tout une alliance militaire, fondée sur des valeurs communes, et non une sorte de fer de lance occidental agissant partout et sur tout. […]
Nous voulons stopper ce jeu à somme nulle qui consistait à monter l'Europe de la défense contre l'OTAN et l'OTAN contre l'Europe de la défense. Nous voulons sortir l'Europe de cette impasse en allant convaincre nos partenaires là où ils sont, c'est-à-dire à l'OTAN ! Et il est difficile de dire, comme je l’ai entendu tout au long de cette matinée, que notre pleine participation à l’OTAN va affaiblir l’Europe de la défense alors même que l’ensemble des pays de l’Union européenne salue la décision que nous venons de prendre. »
Laurent Fabius déclare au nom du Parti socialiste :
« Vous nous dites […] : il y a des contreparties militaires. Les ministres nous ont parlé en commission, et j’imagine que vous n’allez pas le démentir, du fait que nous seraient « promis », si nous réintégrons le commandement militaire, un commandement à Norfolk, en Virginie, et un autre à Lisbonne. […] Tous les spécialistes de ces questions […], savent que ces commandements – comment dire, pour ne vexer personne ? – ne sont pas les commandements majeurs. Et d’ailleurs, si je devais avancer une preuve irréfutable de ce que j’avance, je rappellerais que le Président Chirac, qui avait lui-même examiné la possibilité de réintégrer le commandement militaire de l’OTAN, avait exigé des contreparties. Mais celles proposées, les commandements de Norfolk et Lisbonne, ne pouvaient suffire. […]Je voudrais savoir si ces commandements sont bien les mêmes qu’avait demandés – en vain – le Président Chirac, ou bien si vous avez simplement abaissé les demandes de la France. » […]
« La question de la défense européenne. Et là, il est un mot que vous n’avez pas employé, monsieur le Premier ministre, mais vos ministres l’ont fait en commission. Il nous ont dit : il faut faire un « pari ». Si la défense européenne n’avance pas, c’est parce que nous n’avons pas réintégré le commandement de l’OTAN. Donc, parions, et les choses vont avancer. D’abord, je vous mets en garde : en matière de sécurité, je me demande s’il faut faire des paris. […] Vous nous dites que la réintégration dans le commandement militaire va encourager la défense européenne, vous risquez au contraire de la tuer. » […]
« Que vous le vouliez ou non, au Proche et au Moyen-Orient, en Amérique du Sud, en Russie, en Afrique, si l’on sait demain que la France est rentrée dans le rang, et c’est ainsi que votre décision sera considérée cela portera tort à son influence. Vous aurez beau le contester, nous le verrons dans les faits. Dès lors, nous vous demandons, monsieur le Premier ministre, que le Parlement de la République soit saisi chaque année d’un rapport exposant aussi précisément que possible ce que nous aura rapporté ou ce que nous aura coûté, en termes de défense européenne et de défense nationale, de politique étrangère et de politique de sécurité, la décision que vous vous apprêtez à prendre. » [réf. souhaitée]
Noël Mamère déclare pour Les Verts :
« Tant que l'Europe ne disposera pas d'un état-major interarmes indépendant, d'une force intégrée capable de défendre ses frontières et d'établir des accords de défense, d'une agence européenne de la défense, elle ne sera pas respectée par les Américains, non plus que par le reste du monde, qui attend beaucoup de cette Europe.
Les Américains, sous quelque administration que ce soit, ne connaissent qu'une seule doctrine, synthétisée en son temps par Madeleine Albright, secrétaire d’État du Président Clinton : « No decoupling, no duplication, no discrimination». En fait, elle expliquait qu’il n’y avait pas d’avenir pour une entité militaire découplée des États-Unis, disant tout haut la vérité de cette politique d'alignement. Sous le Président Obama, quelles que soient ses vertus, la doctrine américaine n'a pas changé, et le Président français semble l’avoir fait sienne au nom d'un atlantisme dépassé. » [réf. souhaitée]
François Baroin, membre de la majorité UMP, est dubitatif sur la réintégration :
« Une fois à l’intérieur de l’Alliance, pourrons-nous effectivement relancer avec nos amis européens la politique européenne de sécurité et de défense ? C’est évidemment l’une des questions essentielles de ce débat. » […]
« Il y a une grande part d'utopie dans le fait d'imaginer qu'en réintégrant le commandement militaire de l'OTAN, on pourra modifier en profondeur plus qu'un état d'esprit, plus qu'un mode de fonctionnement, en fait, une véritable culture qui vient de loin et qui ne s'arrêtera pas demain. » […] [réf. souhaitée]
François Bayrou pour le Modem déclare :
« Je considère que la France abandonne là quelque chose d’infiniment précieux qui était le signe de son indépendance. Contre quoi? Rien. »
La confiance est accordée par 329 voix contre 238.

#### Sommet de l'OTAN Strasbourg-Kehl (2009)

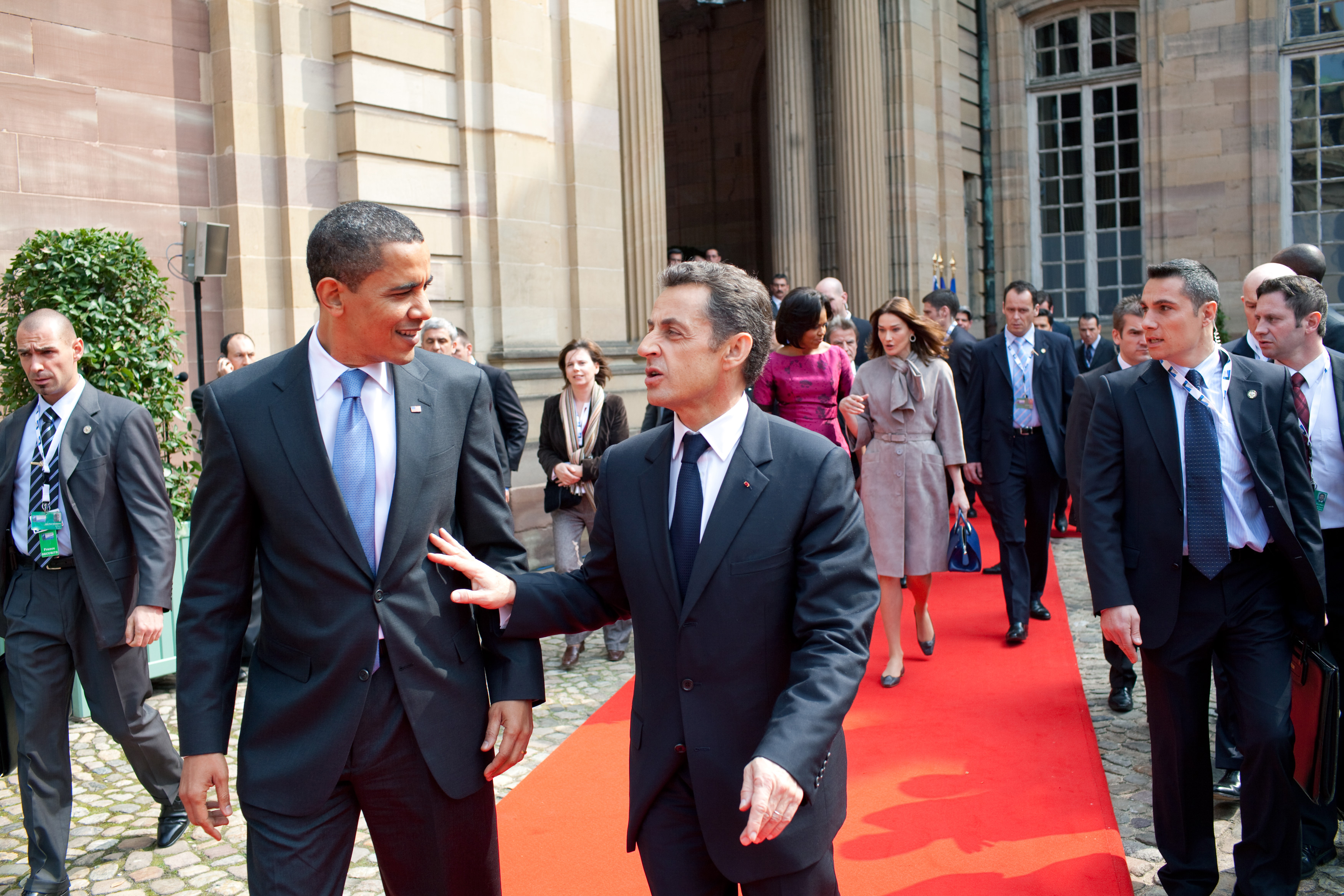
Barack Obama et Nicolas Sarkozy à Strasbourg en avril 2009.

Le sommet de l'OTAN des 3 et 4 avril 2009 à Strasbourg entérine la réintégration dans le commandement intégré.
Nicolas Sarkozy déclare dans une allocution au conseil de l'Atlantique Nord :

##### «Nous sommes de la famille»
« La France reprend donc toute sa place dans l'Alliance parce que la position de la France n'était plus comprise. Nous sommes de la famille, nous sommes dans la famille. Nous sommes des alliés, nous sommes des amis. Nous avons nos convictions, nous voulons être des alliés et des amis debout. [réf. souhaitée] »

##### L'Europe «pilier» de l'OTAN
« L'Europe sera désormais un pilier encore plus important, plus fort de l'Alliance. Parce que les États-Unis ont besoin d'alliés forts et les mots que lui-même, président des États-Unis, a prononcés à l'endroit de l'Europe de la défense montrent qu'il a compris que l'Europe de la défense, ce n'était pas en opposition avec l'OTAN, c'était en complément de l'OTAN. Nous voulons les deux : le lien transatlantique et l'Europe de la Défense. »

Lors d'une conférence de presse avec Barack Obama, un journaliste interroge Nicolas Sarkozy sur les garanties qu'il a obtenues de la part des États-Unis sur la défense européenne en « compensation » du retour de la France dans le commandement intégré. Le journaliste l'interroge notamment sur le projet de « cellule de planification et de conduite des opérations strictement autonome » et demande des clarifications sur un pilier européen dans l'OTAN. Nicolas Sarkozy répond :

« J'ai toujours été convaincu que les États-Unis et la France étaient de la même famille. On est à Strasbourg. J'aime l'histoire. Je dis aux Français : jamais il ne faut oublier ce qu'a fait la démocratie américaine pour nous. Le 6 juin prochain, on sera ensemble sur les plages de Normandie pour se recueillir sur les tombes des jeunes Américains qui sont morts pour nous, qui avaient l'âge de nos enfants aujourd'hui. »

 […]

« On s'est mis d'accord sur tout il y a bien longtemps, mais cela n'a pas été un marchandage, ce n'est pas une question comme cela. Cela a été la même vision du monde. Il y a une famille. Nous ne voulons imposer nos valeurs à personne, mais nous voulons que personne, à travers le monde, nous défende de croire dans nos convictions. »

#### Révélations de WikiLeaks et intégration des armes nucléaires (2010)
D'octobre à décembre 2010, l'association WikiLeaks publie de nombreux câbles diplomatiques américains confidentiels. Certains d'entre eux concernent la réintégration dans l'OTAN, et sont publiés par le quotidien Le Monde. Ils révèlent que dès que Nicolas Sarkozy a été élu président, ses proches conseillers contactent les diplomates américains et leur disent « clairement » que Nicolas Sarkozy a « déjà pris sa décision de réintégrer le commandement militaire intégré ». Le public français n'en sera informé que plus tard.
Dans un câble diplomatique daté du 2 février 2010, la sous-secrétaire américaine à la défense Ellen Tauscher s'entretient avec François Richier, le conseiller militaire de Nicolas Sarkozy. La partie française s'inquiète des discours de Barack Obama sur un monde sans armes nucléaires, et craint qu'ils ne remettent en cause l'arme nucléaire française. Par ailleurs, François Richier déclare que ces discours réduiraient « la capacité de la France à intégrer ses forces nucléaires dans l'OTAN ». Cette éventualité n'a jamais été évoquée publiquement.

#### Autres déclarations (2011)
Le 9 septembre 2011, le président Nicolas Sarkozy participe à une cérémonie d'hommage aux victimes des attentats du 11 septembre 2001 à l'ambassade des États-Unis en France et déclare notamment :
« Je resterai très fier d'avoir été le président qui a fait revenir la France dans le commandement intégré de l'Otan. Pour le plus grand bénéfice de l'Otan et pour le plus grand bénéfice de la France. »
Quelques jours plus tôt, il s'était déjà félicité du retour de la France dans le commandement intégré de l'Otan, estimant que celui-ci avait permis à la France de jouer un rôle de premier plan dans l'intervention militaire de 2011 en Libye qui a conduit au départ de Mouammar Kadhafi.

#### Campagne présidentielle de 2012

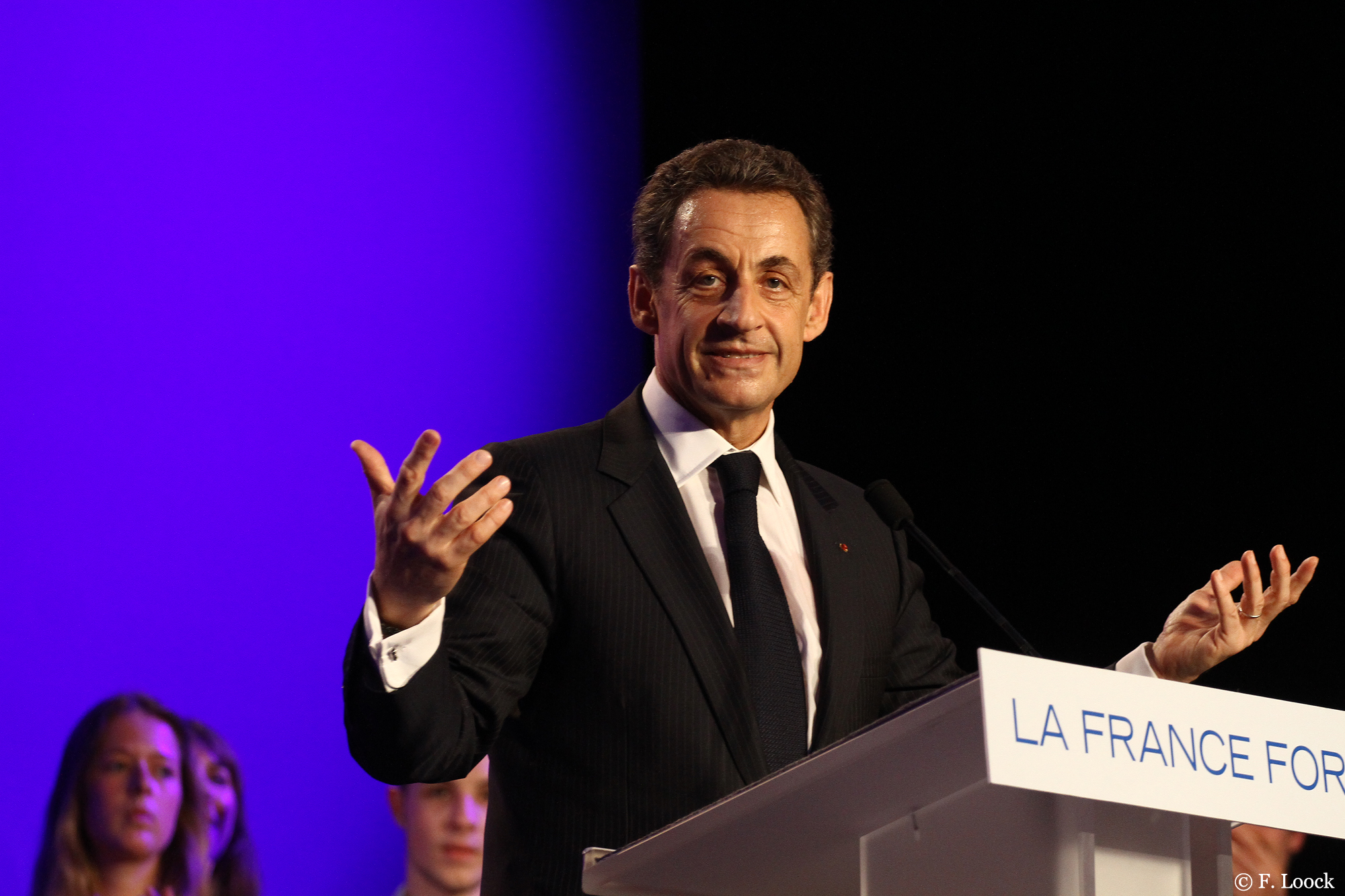
Meeting de Nicolas Sarkozy pour le second tour de l'élection présidentielle française au Raincy, Seine-Saint-Denis, France.

L'élection présidentielle française de 2012 est l'occasion pour les candidats de se prononcer sur le sujet de la réintégration. Tous les candidats sont interrogés par le Nouvel Observateur. Le magazine leur pose la question : « Faut-il quitter le commandement intégré de l’Otan ? » en avril 2012, peu avant les élections.
- Pour Nicolas Sarkozy de l'Union pour un mouvement populaire, cette question est dépassée : « Nous sommes en 2012, plus en 1966. Pourquoi cette question obsède-t-elle encore tant le microcosme parisien ? En prenant la décision de participer au commandement de l’OTAN, j’ai mis fin à une absurdité : la France envoyait ses soldats sous la bannière de l’OTAN en renonçant à toute influence parce qu’elle se tenait à l’écart du commandement. Je suis fier d’avoir renforcé notre poids, et celui de l’Europe, dans l’OTAN. La Libye l’a montré.[…] » [réf. souhaitée]
- Pour François Hollande du Parti socialiste, la décision de la réintégration était idéologique et il faut en faire le bilan : « Il fallait sans doute y voir une sorte d’adhésion idéologique, au nom du "retour dans la famille occidentale" prôné par Nicolas Sarkozy, à l’Amérique des années Bush. Cette décision hâtive n’a pas permis à la France de renforcer son influence au sein de l’Alliance. L’Europe de la défense a été délaissée. Le temps est venu de procéder à un bilan complet de cette réintégration. Nous favoriserons sur cette base un rééquilibrage politique, dans l’intérêt de la France et de la défense européenne. » [réf. souhaitée]
- François Bayrou du Modem déclare : « Je n’étais pas favorable à la réintégration du commandement intégré de l’OTAN, certainement pas de la manière dont cela s’est passé qui n’a permis aucun progrès de l’Europe de la défense. Mais j’ai indiqué clairement à l’époque qu’il s’agissait d’un aller sans retour possible avant longtemps. On n’entre pas et on ne sort pas de l’OTAN simplement à chaque alternance. » [réf. souhaitée]
- Eva Joly de Europe Écologie Les Verts déclare : « L’OTAN est un instrument suranné en manque de légitimité depuis la fin de la Guerre Froide. La nature ayant horreur du vide, l’OTAN est venue combler le déficit de projet européen de défense sur notre continent. Mais dans l’idéal, c’est d’une défense européenne indépendante dont nous aurions besoin, avec une rationalisation et une mise en commun des armées des États membres.[…] » [réf. souhaitée]
- Marine Le Pen du Front national déclare : « Oui, il le faut et rapidement car l’OTAN est une alliance de la guerre froide, d’un monde bipolaire qui opposait Américains et Soviétiques. Nous sommes dans un monde multipolaire mais nous appartenons pourtant encore à une alliance d’un autre temps. Si je suis élue Président de la République, la France mettra ses dispositifs stratégiques en accord avec la géopolitique de son temps. […] » [réf. souhaitée]
- Philippe Poutou du Nouveau Parti anticapitaliste déclare : « Le NPA est pour le retrait immédiat de l’OTAN. Depuis sa création, l’OTAN a été la courroie de transmission de la mise en œuvre de l’impérialisme à l’échelle mondiale.[…] » [réf. souhaitée]
- Nicolas Dupont-Aignan de Debout la République déclare : « J’ai farouchement combattu le retour dans le commandement intégré de l’OTAN. Notre pays est revenu dans l’OTAN sans aucune contrepartie réelle que ce soit sur la codécision ou sur la construction de l’Europe de la défense. D’ailleurs, nous voyons bien ce qu’il en est aujourd’hui : l’Europe de la défense est plus que jamais bloquée et nous ne sommes que des supplétifs des États-Unis.[…] » [réf. souhaitée]
- Nathalie Arthaud de Lutte ouvrière se déclare contre l'institution militaire ; Jacques Cheminade dénonce l'emprise de l'oligarchie financière, indique que la France doit faire entendre sa voix dans l'institution, et si elle n’est pas écoutée, refaire ce que fit le général de Gaulle en 1966[40], et Jean-Luc Mélenchon du Front de Gauche refuse de répondre aux questions.

## Conséquences
Cette décision dénonce celle prise par Charles de Gaulle début 1966. La France intègre le Comité des plans de défense, mais le pays reste en dehors du groupe des plans nucléaires.
La France est, en 2007, le quatrième contributeur de l’Alliance en termes budgétaires (avec 138 millions d'euros) et humains (forces sur les théâtres d'opération), mais ne représente qu'un pour cent de l'ensemble du personnel militaire directement affecté à l'OTAN avec 290 représentants (contre 117 officiers de liaison en 1992).
Elle augmentera le nombre d'officiers en poste dans les services de l'OTAN à environ 1 250 dont 17 généraux et prendra le commandement de deux commandements militaires, le Commandement allié Transformation (ACT) à Norfolk et le Joint Command Lisbon (Portugal),,. En 2012, les Français devraient représenter 10 % des 12 000 militaires des états-majors et structures permanentes de l'OTAN.

## Réactions

### Hervé Morin

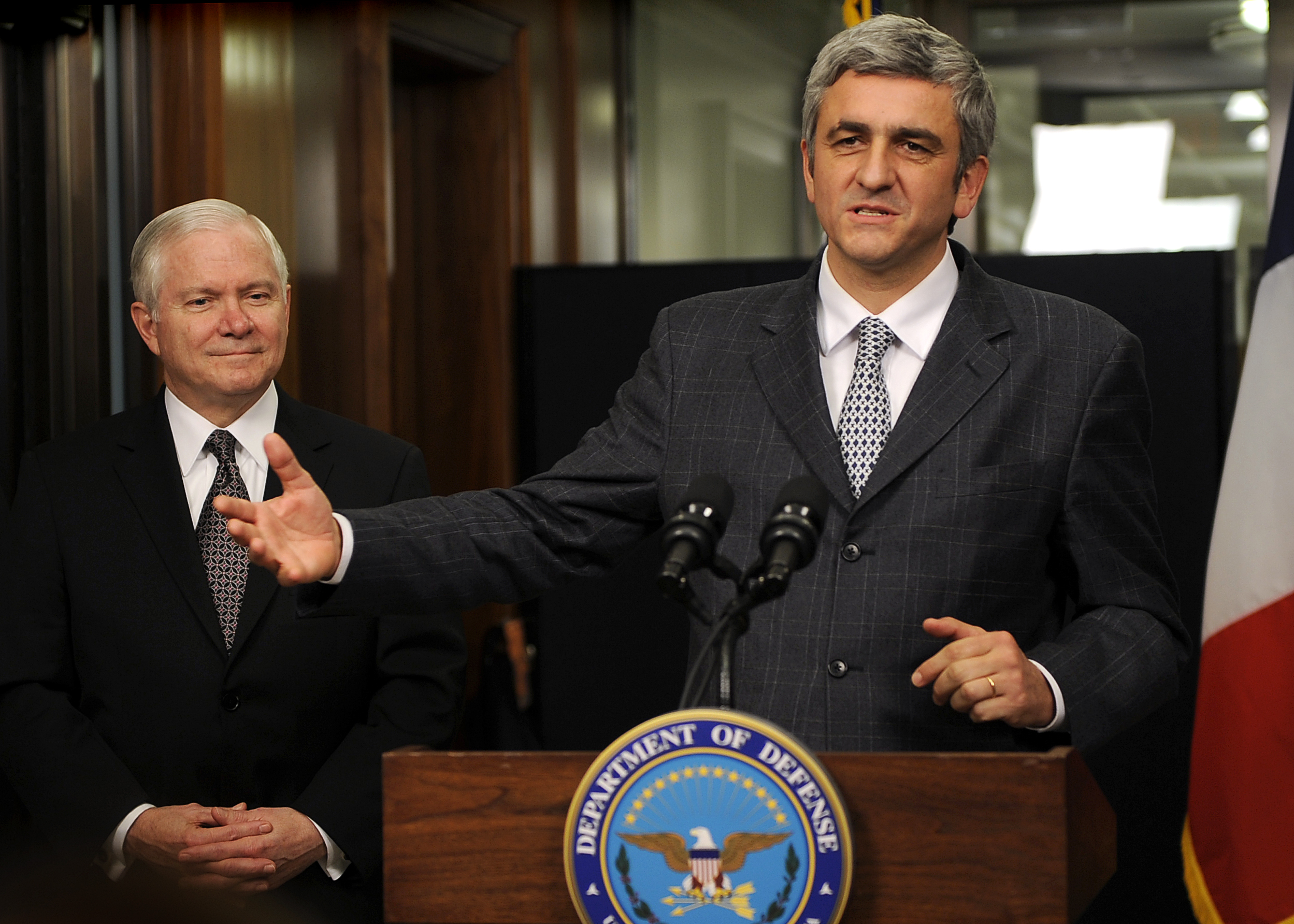
Les ministres de la Défense Robert Gates et Hervé Morin le 31 janvier 2008 au Pentagone.

Le ministre de la Défense Hervé Morin soutient la réintégration dans un entretien au journal Le Monde le 10 février 2009, mais il se déclare opposé à un référendum sur la question. Il déclare par ailleurs :
« La construction d'une défense européenne est notre ambition. Mais il fallait lever un préalable. Lorsque nous faisions nos propositions à nos partenaires européens, ils disaient, « les Français parlent d'Europe de la défense pour affaiblir l'Alliance atlantique ». Et donc, l'Europe de la défense était totalement encalminée. L'intuition du président de la République a été de dire, « il doit y avoir une complémentarité entre l'Europe de la défense et l'Alliance atlantique, et je veux que l'Europe de la défense se fasse ». Nous voulons, par notre démarche, européaniser l'OTAN. »

### Bernard Kouchner
Le ministre des Affaires étrangères Bernard Kouchner soutient la réintégration dans une tribune dans Le Monde le 19 mars 2009 :
« On a beaucoup parlé de l'OTAN ; nous n'avons pas assez parlé de la France. Avons-nous encore la capacité de faire entendre notre voix dans les affaires du monde ? Notre participation au commandement intégré ne retirera rien à notre indépendance, rien non plus à notre engagement européen. [...]
Les États-Unis eux-mêmes, que certains accusaient hier d'être une hyperpuissance égoïste et aveugle, se tournent désormais vers l'Europe pour partager une responsabilité inévitablement collective. Nous ne pouvons pas décevoir.
Si la France doit mener des combats, elle ne pourra le faire qu'en élargissant le cercle de ses alliés. Si elle veut continuer d'influer sur la scène internationale, elle n'y parviendra que par la conviction. Pour une nation attachée au multilatéralisme et au dialogue, c'est une question de légitimité autant que d'efficacité. »
La réintégration est critiquée par certains anciens ministres des affaires étrangères et premiers ministres, à l'instar de l'ancien premier ministre Laurent Fabius, qui défend pour le parti socialiste la question de confiance du 19 mars 2009 sur la réintégration à la tribune de l'assemblée.

### Alain Juppé
L'ancien Premier ministre et ministre des Affaires étrangères Alain Juppé déclare dans un entretien avec Libération le 19 juin 2008 :
« On nous a dit : "OK, on va revenir dans l’Otan si l’Europe renforce sa capacité de Défense". Ce qui m’inquiète, c’est que le "si" a disparu, et le Livre blanc de la Défense est très clair: on réintègre concrètement, et dans le même temps le non irlandais fait que les capacités de progression en matière de défense semblent faibles. Donc je me demande si on n’est pas en train de faire un marché de dupes en rentrant sans conditions. »
Alain Juppé s'interroge à nouveau sur la réintégration dans une tribune publiée par Le Monde le 21 février 2009 :
« La France a-t-elle intérêt à réintégrer en 2009 le commandement militaire de l’OTAN qu’elle a quitté en 1966 ? La question n’est pas sacrilège. Nul ne sait comment le général de Gaulle y répondrait aujourd’hui. » [réf. souhaitée]
Il déclare en outre :
« [...] Si, malgré notre position spécifique dans l’OTAN, nous en sommes un membre si actif, quel avantage allons-nous retirer à perdre cette spécificité ? Une influence accrue dans l’Alliance ? Nous y pesons déjà lourd et toutes les décisions s’y prennent à l’unanimité. De la considération de la part de nos alliés américains ? Sera-t-elle durable dès lors que leurs propres intérêts seront en jeu ? Une solidarité accrue de nos partenaires européens et une relance effective de la PESD avec, notamment, la création d’un commandement militaire opérationnel ? Nous voyons bien qu’ils ne partagent pas tous notre volonté d’autonomie ; je conviens que nous aurons peut-être plus de poids pour mettre en œuvre une coopération renforcée ou structurée avec ceux qui en ont les moyens et l’ambition. [...] »
En 2010, Alain Juppé déclare dans la revue Défense :

« Je ne suis pas sûr qu'on ait gagné à perdre notre position originale […] Il n'y a pas eu d'avancement sur le plan de l'Europe de la Défense. »

### Hubert Védrine
L'ancien ministre des Affaires étrangères Hubert Védrine déclare le 5 mars 2009 :
« Il semble bien que la décision soit fondée sur des considérations idéologiques, atlantistes ou occidentalistes, comme on voudra : mettre fin à une "anomalie" au sein de la famille occidentale. On peut souhaiter autre chose pour la France. »

### Lionel Jospin
L'ancien Premier ministre Lionel Jospin déclare le 8 septembre 2011 :
« […] La décision prise par le président Sarkozy en 2009 de ramener notre pays dans l'organisation intégrée de l'Otan a été une erreur stratégique majeure. Elle a brisé un consensus sur la posture de défense de la France qui existait depuis le général de Gaulle et qu'avait confirmé François Mitterrand : solidarité avec nos alliés, mais non-alignement sur les États-Unis et autonomie de décision. Cette réintégration a privé la France d'une position excellente : être politiquement solidaires, militairement interopérables et stratégiquement autonomes. En outre, elle a cassé la dynamique de la politique de défense européenne qui avait été lancée au sommet de Saint-Malo en 1998 avec l'accord de Jacques Chirac.[...]
Pour négocier au mieux avec les Américains ce retour dans le commandement de l'Otan, Nicolas Sarkozy a opéré un véritable tournant dans l'engagement français en Afghanistan. Ce fut une faute. Il a envoyé des milliers d'hommes, y compris dans des zones de combat, alors qu'en 2001 ils étaient quelques centaines à Kaboul dans de simples missions de sécurité ! Et il a fait cela en 2008, au moment même où l'opération en Afghanistan avait clairement perdu son sens originel. [...] »

### Ségolène Royal
L'ancienne ministre et candidate à l'élection présidentielle de 2007 publie une tribune dans Le Monde le 17 février 2009 :
« [...] Avec son retour dans le commandement intégré de l'OTAN, la France envoie un signal de repli sur la sphère occidentale qui va à rebours de la stratégie d'ouverture impulsée par Barack Obama.[...] Au fond, ce repli traduit un triple contresens : sur l'évolution du monde aujourd'hui ; sur le rôle de la France et de l'Europe dans les relations internationales ; sur les garanties de notre sécurité collective. [...]
L'OTAN demeure une organisation marquée par la guerre froide, avec pour corollaire le leadership politique et militaire que les États-Unis y exercent. Ainsi s'explique sa force d'attraction sur les anciens satellites de la Russie, désireux de s'affranchir de l'"étranger proche" de Moscou en se plaçant sous le "parapluie" américain.
Fermée aux grandes puissances non occidentales, mais ouverte à des théâtres d'opérations extérieures, l'Alliance vit dans un entre-deux délicat. Elle apparaît désormais comme le bras armé de l'Occident dans le monde, sans avoir la légitimité dont bénéficierait une alliance à vocation universelle. [...] Faut-il, alors que d'autres pays s'affirment sur la scène internationale, donner le sentiment de nous crisper sur la "famille occidentale" ? [...]
Dès les années 1960, le général de Gaulle avait compris l'intérêt de jouer un rôle de "pont" entre l'Est et l'Ouest, entre le tiers-monde d'alors et ceux que l'on n'appelait pas encore les pays du Nord.[...]L'indépendance de la politique étrangère n'est pas destinée à flatter l'esprit cocardier. Elle est le fondement d'une stratégie d'influence globale destinée à nouer le dialogue, en évitant d'être marqué au fer rouge par l'assignation à un camp. [...]
On ne peut demander à l'Europe de la défense de progresser tout en consacrant plus de moyens à l'OTAN. Il y a ici une contradiction forte qui ressemble à un choix trop facile de l'OTAN contre l'Europe. Plus que jamais, il faut doter la France et l'Europe d'une vision stratégique. [...] »

### Paul Quilès
L'ancien ministre de la Défense (1985-1986) et ancien président de la Commission de la Défense de l'Assemblée nationale (1997-2002) publie dans une tribune dans Le Figaro le 11 février 2009 :

#### L’européanisation de l’Alliance, un «leurre»
« l’influence dans l’Alliance est liée aux capacités militaires et non au statut par rapport au commandement militaire intégré. On l’a vu en 1999, lorsque, au moment du conflit du Kosovo, la France avait plus de poids que l’Allemagne dans les décisions prises par l’Alliance. […] »
« Le poste de « commandant suprême allié transformation », envisagé pour la France, peut sembler prestigieux, mais il est dans les faits secondaire.[…] Ce sont les États-Unis qui détiennent l’essentiel de l’expertise et du pouvoir de décision en matière de réorganisation des forces et d’actualisation des doctrines militaires dans l’OTAN, ce qui explique la localisation de ce commandement [à Norfolk, aux États-Unis]. […] » [réf. souhaitée]
« La véritable question n’est pas celle de l’influence dans l’OTAN, mais celle de la capacité d’influencer les Américains pour faire évoluer l’OTAN, ce qu’ils n’ont pas fait depuis 1989, en maintenant une structure très lourde de 15 000 militaires. […] L’européanisation de l’Alliance est donc un leurre, à l’image de la politique pratiquée par Tony Blair, qui a échoué, alors que celui-ci pensait influer sur la politique des Américains en étant leur allié le plus fidèle. […] » [réf. souhaitée]

#### L'Europe de la défense, «affaiblie»
« Nicolas Sarkozy a annoncé ce retour [dans l'OTAN] de manière implicite lors du « discours aux ambassadeurs » en août 2007. Depuis lors, tous nos partenaires considèrent que la décision est prise et qu’il n’est donc pas nécessaire de faire des concessions à la France pour ce qui concerne la défense européenne. C’est pour cela que la France n’a pas pu obtenir la création d’un état-major de commandement permanent pour la PESD (politique européenne de sécurité et de défense), à laquelle se sont opposés les Britanniques. […] » [réf. souhaitée]
« La perspective de retour de la France dans l’OTAN, loin de renforcer la PESD, l’a affaiblie. […] » [réf. souhaitée]

#### La France perd le «symbole d’une certaine indépendance» des États-Unis
« L’appartenance au commandement intégré introduit une présomption de disponibilité des forces françaises « assignées » à l’OTAN. […] »
« Symboliquement surtout, l’effet serait considérable. Jusqu’ici, le statut spécifique de la France dans l’OTAN était vu, notamment dans les pays arabes, comme le symbole d’une certaine indépendance de la France par rapport aux États-Unis et comme la preuve d’une volonté d’autonomie de la PESD. » [réf. souhaitée]
« Faire le pari d’une rupture majeure de la politique étrangère des États-Unis, qui laisserait plus d’autonomie à l’Europe […] est hasardeux. […] » [réf. souhaitée]
« La décision de Nicolas Sarkozy est donc dangereuse […] et inutile. […] » [réf. souhaitée]

### Roland Dumas
Roland Dumas est ministre des Affaires européennes (1983-1984), ministre des Affaires étrangères (1984-1986 et 1988-1993). Il déclare :
« L’annonce à grand fracas de ce sommet (Sommet de l'OTAN Bucarest 2008) laisse penser que nous sommes sur la voie d’un alignement avec les États-Unis. C’est un changement cardinal de la politique étrangère française depuis le général de Gaulle. Tous les présidents successifs avaient veillé jusqu’à présent à ne pas modifier notre politique. Ainsi, durant la guerre du Golfe, j’ai assisté à des entretiens entre François Mitterrand et George Bush père, où le président avait insisté sur la nécessité pour la France de garder son autonomie. C’est lui-même qui a donné l’ordre aux soldats français d’attaquer au Koweït. Cela ne sera plus possible. C’est la mort du gaullisme. […]
[Les contreparties pour la France sont] celles de bénéficier de ce qui se prépare actuellement : une réorganisation de l’ordre mondial autour des États-Unis. Un processus dangereux qui se fera au détriment de l’Europe. À partir du moment où l’on s’inscrit dans un contexte atlantiste, à quoi bon une défense européenne ? […] »

### Dominique de Villepin
Pour l'ancien Premier ministre et ministre des Affaires étrangères Dominique de Villepin, la réintégration est une « faute ». Il déclare par ailleurs :
« Au fil des années, nous avons pris, c'est vrai, des initiatives pour maximiser la contribution de la France au fonctionnement de l'OTAN, mais avec toujours le même souci : préserver notre position originale et singulière au sein de l'organisation. Ce qu'on nous propose aujourd'hui est une rupture politique et symbolique. […]
Le signal que nous donnons est un renforcement atlantique dont la politique européenne de défense n'est qu'un élément marginal. Là encore, les tests concrets viendront très vite. Quid de l'agence européenne de défense ? De la constitution d'un état-major européen ? De la création d'une force d'intervention rapide qui était censée atteindre l'objectif de 50 000 à 60 000 hommes ? […] »

### Jean-Pierre Chevènement
L'ancien ministre de la Défense et de l'Intérieur Jean-Pierre Chevènement écrit fin 2009 :
« […] La justification donnée par le Président de la République (« Nous appartenons à la famille occidentale ») procède, à mes yeux, d’une vue bien rapide. Certes, le déclin de l’Hyperpuissance américaine est inscrit à l’horizon : les États-Unis vivent au-dessus de leurs moyens. Leurs déficits abyssaux contribuent à l’affaiblissement du dollar comme monnaie mondiale. Un compétiteur global a surgi : la Chine dont la puissance économique, dans les quinze ans à venir, égalera la leur et qui, déjà, tient dans ses mains le sort du dollar. […]
Notre politique vis-à-vis de l’OTAN et notre nouvelle doctrine de sécurité nationale, qui fait du terrorisme djihadiste la principale menace pour la France, retardent d’un Président américain. La nouvelle géographie des puissances n’a pas été prise en compte et il se peut fort bien que nous soyons entraînés, au nom de la « solidarité occidentale », dans des guerres qui ne soient pas vraiment les nôtres. Les États-Unis sont profondément engagés en Asie. L’Europe n’est plus leur préoccupation principale. […]
En quoi la décision de réintégrer complètement la structure militaire de l’OTAN nous permet-elle de mieux relever les défis de sécurité des temps à venir ? J’avoue ne pas le discerner clairement. Je vois ce que cela coûte financièrement et humainement. Je vois, non sans tristesse, le coup porté à l’idée que la France, décidément, n’est pas, en Occident, une nation comme les autres. […]
On nous dit que c’est « symbolique ». Mais le « symbolique », en politique internationale, c’est tout ! C’est l’idée que les autres se font de nous comme grand pays indépendant. […]
Une décision qui porte atteinte à la spécificité de notre posture de défense indépendante ne peut pas être bonne. Elle rompt avec l’esprit de la décision du général de Gaulle en 1966, même si évidemment la situation géopolitique n’est plus la même. […]
Quant aux États-Unis, ils se soucient apparemment fort peu d’une France qui semble être venue, d’elle-même, à résipiscence. Une France qui devra faire preuve de beaucoup de courage et de ténacité pour effacer, si faire se peut, dans la conscience des autres et dans la sienne propre, les conséquences d’une décision profondément inopportune. »

### Michèle Alliot-Marie

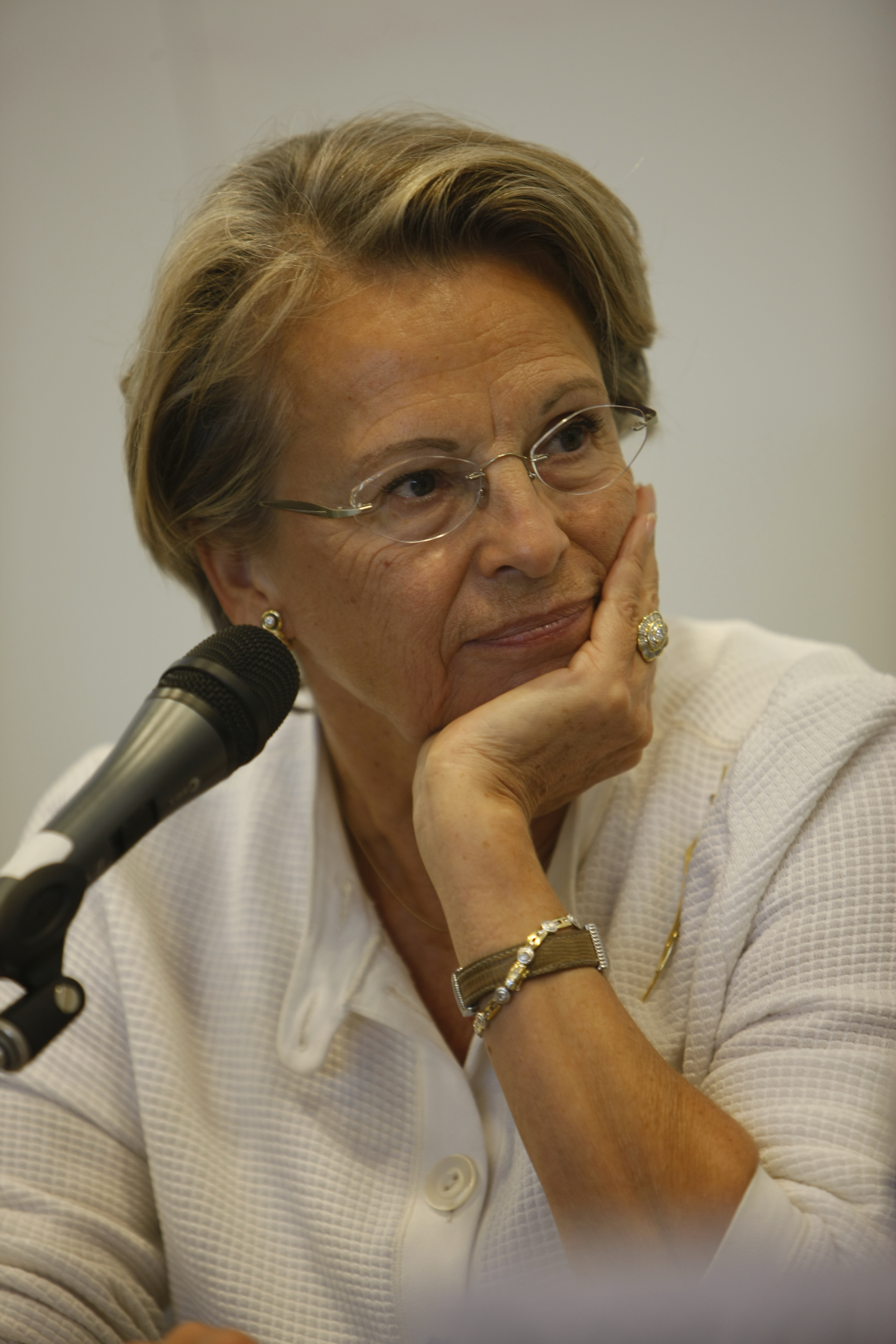
Michèle Alliot-Marie en 2009.

Michèle Alliot-Marie est ministre de la Défense de 2002 à 2007, ministre de l'Intérieur de 2007 à 2009, garde des Sceaux de 2009 à 2010 et ministre des Affaires étrangères de 2010 à 2011. Elle publie une tribune dans Le Figaro le 16 février 2009 pour justifier la réintégration. Se présentant comme une « Gaulliste de conviction », elle dénonce les « craintes infondées » et les « facilités démagogiques » des opposants à la réintégration. Pour Michèle Alliot Marie, la France gagnera en influence dans l'OTAN :
« En participant à toutes les structures, il devient possible d'exercer une réelle influence non plus seulement sur les décisions, mais aussi et surtout sur la conduite des opérations. Notre vision, notre savoir-faire dans le rapport aux populations, ce que nos alliés appellent la « French touch », pourra être prise en compte en amont et dans le déroulement de toute intervention. » [réf. souhaitée]
Toutefois, Michèle Alliot-Marie repose les trois conditions à la réintégration que s'était données Nicolas Sarkozy. La première est que la force nucléaire reste indépendante. La seconde condition est « la reconnaissance de la Défense européenne comme pilier de l'Alliance ». Enfin, la troisième condition est « la juste reconnaissance de notre poids dans l'Europe de la Défense et l'européanisation de l'Alliance. Elle passe par l'attribution de grands commandements ». Ainsi, pour Michèle Alliot-Marie, la réintégration dans le commandement intégré s'inscrira « dans la fidélité à l'une des plus fortes exigences du gaullisme : le refus de la fatalité et la grandeur de la France ». [réf. souhaitée]

### Partis politiques
La réintégration est critiquée par une partie de la classe politique française :
- Le Parti socialiste, dans un communiqué, dénonce la perte de la capacité de la France à défendre une politique étrangère autonome[62]. La majorité présidentielle fait valoir qu'en 1966, pourtant, la SFIO avait déposé une motion de censure sur la question du retrait[63].
- Le MoDem se joint aux critiques sur la réintégration[64]. Il explique que ce retour vide de son sens le projet de défense européenne, et il dénonce l'absence de contrepartie obtenue par la France.
- Le député souverainiste Nicolas Dupont-Aignan (Debout la République) déclare dans une lettre aux députés qu'avec la réintégration « notre pays verrait sa position internationale diminuée, pour une contrepartie stratégique (la mise sur pied d’une « Europe de la Défense » soi-disant acceptée par Washington désormais) qui ne semble ni garantie, ni substantielle. »[65]. Il lance une pétition contre la réintégration[66].

### Corps diplomatique et militaire
D'après le journaliste Jean-Dominique Merchet, « les diplomates — à part une minorité que l’on retrouve au sein de la direction des affaires politiques et de sécurité du Quai d’Orsay — n’ont jamais été des atlantistes farouches et ils ont dû faire contre mauvaise fortune bon cœur lors de la décision de Nicolas Sarkozy de revenir dans l’Otan. La haute hiérarchie militaire, en revanche, était devenue très pro-Otan, ne serait-ce que pour les opportunités de carrière qu’offre l’Alliance ».